# Hof Gutow
Hof Gutow ist ein Ortsteil der Gemeinde Damshagen im Landkreis Nordwestmecklenburg in Mecklenburg-Vorpommern.

## Geografie und Verkehrsanbindung
Hof Gutow liegt südwestlich des Kernortes Damshagen und nordwestlich vom Dorf Gutow. Die Landesstraße L 03 verläuft 0,8 km entfernt östlich und die B 105 2,5 km entfernt südlich. Westlich erstreckt sich das 33 ha große Naturschutzgebiet Pohnstorfer Moor und südlich das Naturschutzgebiet Moorer Busch.

## Sehenswürdigkeiten
- Das Bauernhaus „Gutower Hufe“ ist als Baudenkmal ausgewiesen (siehe Liste der Baudenkmale in Damshagen#Hof Gutow).